# Segundo Storni
Segundo Rosa Storni (Tucumán, 16 luglio 1876 – Buenos Aires, 4 dicembre 1954) è stato un ammiraglio e politico argentino. Fu ministro degli affari esteri durante la presidenza de facto del generale Pedro Pablo Ramírez (1943-1944)

## Biografia
Storni si diplomò alla Scuola Navale il 29 dicembre 1894. Nel 1916 tenne due conferenze di grande importanza storica, poiché sviluppò una dottrina che rivendicava i diritti dell'Argentina sulla sua piattaforma continentale e su tutte le sue risorse. Gli atti delle due conferenze furono pubblicate per la prima volta quello stesso anno nel libro dal titolo Intereses Argentinos en el Mar.
Negli anni 1930 Storni fece parte del gruppo di militari che fecero pressioni per lo sviluppo dell'industria nazionale considerata fondamentale per la difesa. Assieme ad Adolfo Holmberg, Ezequiel Paz e Ángel Gallardo, fu uno dei fondatori del Liceo Oceanográfico Argentino di Mar del Plata. Su questo punto va detto che Storni aveva una visione più ampia, che comprendeva la necessità di sviluppare gli interessi marittimi in relazione al trasporto marittimo privato e all'industria della pesca, con tutte le sue industrie di supporto. Nel 1935 fu uno dei fondatori dell'Accademia Nazionale delle Scienze di Buenos Aires.
Dopo il colpo di Stato del 4 giugno 1943 che spodestò il presidente Ramón Castillo, dando origine alla cosiddetta Rivoluzione del '43, il ruolo di presidente venne assunto dal generale di divisione Arturo Rawson, ma a causa della mancanza di appoggio militare ad alcuni dei membri parte del suo gabinetto, questi dovette rinunciare tre giorni dopo. Fu così che ad assumere l'ufficio di presidente fu il generale di divisione Pedro Pablo Ramírez mentre quello di vicepresidente andò il contrammiraglio Sabá H. Sueyro. Segundo Storni fu designato ministro degli esteri, disimpegnandosi in questo tale ruolo tra il 7 giugno e il 10 settembre 1943. Si trattava di un incarico grande importanza in quel momento in cui si combatteva la Seconda guerra mondiale e per le pressioni degli Stati Uniti affinché anche l'Argentina entrasse in guerra.
Storni fu uno dei pochi militari argentini che allora aveva simpatie per gli Stati Uniti dove aveva vissuto vari anni. Benché fosse un nazionalista, era anche «filo-alleato» e sostenitore dell'entrata in guerra dell'Argentina. Su questa strada, il 5 agosto 1943 inviò una lettera confidenziale al segretario di Stato americano, Cordell Hull, anticipandogli l'intenzione dell'Argentina di rompere le relazioni diplomatiche con le potenze dell'Asse, ma al tempo stesso domandava pazienza per permettere la creazione di un clima di rottura nel Paese e, allo stesso tempo, un gesto degli Stati Uniti in materia di fornitura di armamenti per isolare i «neutralisti». Cordell Hull con il fine di fare pressioni sul governo argentino, rese pubblica la lettera di Storni, attaccando oltretutto in termini molto duri il «neutralismo» argentino. Il fatto produsse una recrudescenza del già forte sentimento antiamericano, soprattutto nelle Forze armate, portando alle dimissioni di Storni e alla sua sostituzione con un «neutralista», il colonnello Alberto Gilbert, che fino ad allora svolgeva il ruolo di ministro degli interni.
Ma indipendentemente da tutte le circostanze legate al conflitto mondiale, c'è un fatto che spicca e dà importanza alla figura dell'ammiraglio Storni. Tale fatto è la pubblicazione della sua opera già citata e dal titolo: Intereses argentinos en el mar, lavoro geopolitico che nonostante abbia già un secolo di vita continua a essere essenziale, essendo un'opera di consultazione indispensabile sulla materia.

## Opere
Nel 1916 ha pubblicato Intereses argentinos en el mar, un'opera di consultazione importante in materia di difesa degli interessi marittimi, sulla base della propria conferenza tenuta nel 1916.
Altri lavori pubblicati sono stati: Trabajos hidrográficos y límite argentino en el Canal de Beagle (1905); Balística y explosivos para la marina de guerra (1908); Proyecto del régimen del mar territorial (1911) e El mar territorial (1926); e Manual di Geoestrategia.

## Riconoscimenti
Il 16 dicembre 1974, per Disposizione n. 1630 dell'allora Comando Generale della Marina, è stato creato il Liceo Navale Militare "Ammiraglio Storni", situato nella città di Posadas, della provincia di Misiones. L'idea nacque dalla necessità di rafforzare la sovranità argentina in un'area di confine così particolare e nella quale l'estensione dei limiti internazionali superano varie volte quelli interprovinciali. In questo contesto l'Armada Argentina fondò il Liceo nella città menzionata rendendo omaggio a chi si prodigò per la diffusione degli interessi marittimi e fluviali della Repubblica.
La Risoluzione n. 1103/08 del Ministero della difesa, firmata dal ministro Nilda Garré, ha disposto che il cantiere navale dell'Armada Argentina, intitolato fino ad allora "Manuel Domecq García" fosse ribattezzato col nome "Almirante Segundo Storni" in omaggio a questa importante figura dell'Armada Argentina.

## Giornata degli interessi marittimi argentini
Per iniziativa della Lega Navale Argentina, il Congresso Nazionale ha dichiarato il 16 luglio, giorno della nascita di Secondo Storni, Giornata degli Interessi Marittimi Argentini, mediante la Legge 25 860, promulgata l'8 gennaio 2004.